# Băneasa (Constanța)
Pour les articles homonymes, voir Băneasa.
Băneasa est une ville de Roumanie, dans le județ de Constanța.

## Démographie
Lors du recensement de 2011, 65,43 % de la population se déclarent roumains, 6,24 % comme roms et 21,09 % comme turcs (7,18 % ne déclarent pas d'appartenance ethnique et 0,03 % déclarent appartenir à une autre ethnie).

## Politique
| Parti | Parti                                                          | Sièges |
| ----- | -------------------------------------------------------------- | ------ |
|       | Parti social-démocrate (PSD)                                   | 7      |
|       | Parti national libéral (PNL)                                   | 5      |
|       | Parti Mouvement populaire (PMP)                                | 1      |
|       | Parti Roumanie unie (PRU)                                      | 1      |
|       | Union démocrate des Tatars turco-musulmans de Roumanie (UDTTR) | 1      |